# Municipio de San Matías Tlalancaleca
El municipio de San Matías Tlalancaleca es uno de los 217 municipios que conforman al estado mexicano de Puebla. Su cabecera es la localidad de San Matías Tlalancaleca.

## Geografía
El municipio abarca un área de 50.69 km², colocándolo en la posición 164 en cuanto a superficie en relación con los demás municipios del estado. San Matías Tlalancaleca se encuentra a una altitud promedio de 2440 m s. n. m.

## Demografía
Según el último censo, realizado por el INEGI en el 2010, en el municipio habitan 19 310 pobladores.

## Localidades
El municipio de San Matías Tlalancaleca cuenta con 14 localidades, entre las que destacan:

### San Matías Tlalancaleca
San Matías Tlalancaleca es la cabecera del municipio.

### Chiautla de Arenas
La actividad preponderante es la agricultura. El número de habitantes aproximado es de 2,350. La distancia que hay de esta junta auxiliar hacia la cabecera es de 3.5 kilómetros.

### San Francisco Tláloc
La actividad preponderante es la agricultura. El número de habitantes aproximado es de 2,300. La distancia que hay de esta junta auxiliar hacia la cabecera es de 5.5 kilómetros.

### Juárez Coronaco
La actividad preponderante es la agricultura. El número de habitantes aproximado es de 3,500. La distancia que hay de esta junta auxiliar hacia la cabecera es de 6 kilómetros. Además dicha localidad es conocida por tener la Ex-Hacienda de Molino de Guadalupe.

### La Pedrera de Tlalancaleca
Los estudios realizados establecen que el sitio fue ocupado a partir del año 1100 a. C. hasta 100 d. C.; alcanzó su máximo apogeo del 600 al 100 a. C. El conjunto arquitectónico se encuentra sobre un manto de erupción volcánica, a una altitud de 2550 metros sobre el nivel del mar con superficie plana y alargada, orientada de este a oeste. Tiene una longitud de 3000 metros y una anchura que varía de los 100 a los 400 metros. Se encuentran además áreas con fuertes pendientes que constituyen en ocasiones acantilados de bloques basálticos.
En el sitio se encuentran más de 24 estructuras piramidales, alrededor de 50 plataformas de habitaciones menores y gran número de restos de habitaciones populares. Sus características distintivas son las cornisas, el uso del tablero talud y las alfardas en escalinatas.
Entre los hallazgos más importantes en el sitio, se pueden mencionar sarcófagos, petroglifos y pinturas rupestres; en ellas se representan figuras humanas, de animales, geométricas y mitológicas.